# Чаковський Олександр Борисович
Олекса́ндр Бори́сович Чако́вський (13 (26) серпня 1913 — 17 лютого 1994) — радянський письменник, сценарист і публіцист. Герой Соціалістичної Праці (1973). Кандидат у члени ЦК КПРС у 1971—1986 роках. Член ЦК КПРС у 1986—1990 роках. Депутат Верховної Ради СРСР 7—11-го скликань.

## Біографія
Народився 13 (26) серпня 1913 року в місті Санкт-Петербург у сім'ї лікаря. Єврей. Дитячі роки провів у Самарі, де у 1930 році закінчив середню школу.
Переїхав до Москви, працював монтером на електромеханічному заводі. Тоді ж розпочав друкуватись у багатотиражній газеті. Згодом навчався на вечірньому відділенні юридичного інституту й працював у штаті редакції газети Московського військового округу «Красный воин» (Червоний воїн).
У 1938 році закінчив літературний інститут імені М. Горького, пізніше — аспірантуру Московського інституту історії, філософії та літератури.
Учасник німецько-радянської війни з січня 1942 року. Майор адміністративної служби О. Б. Чаковський був письменником газети Волховського фронту «Фронтовая правда» (Фронтова правда). Навесні 1942 року як спеціальний кореспондент газети перебував у блокадному Ленінграді. У 1944 році переведений до газети 3-го Прибалтійського фронту «За Родину!» (За Батьківщину!).
По закінченні війни перебував у творчому відрядженні на Південному Сахаліні та Курильських островах.
У 1951 році відвідав Корею, де тоді йшла війна.
У 1955—1962 роках обіймав посаду головного редактора журналу «Иностранная литература» (Іноземна література). У 1962 році створив і очолив «Литературную газету» (Літературна газета), на посаді головного редактора якої перебував до 1988 року.
З 1962 року — секретар правління Спілки письменників СРСР.
Мешкав у Москві, де й помер 17 лютого 1994 року. Похований на Кунцевському цвинтарі.

## Твори

### Романи
- «Це було в Ленінграді» (трилогія):
  - Військовий кореспондент (1944);
  - Ліда (1946);
  - Мирні дні (1947).
- «У нас вже ранок» (1949).
- «Шляхи, які ми обираємо» (1960).
- «Блокада» (1968—1975).
- «Перемога» (1978—1981, екранізований).
- «Незакінчений портрет» (1984).
- «Нюрнберзькі привиди» (1990).

### Повісті
- «Луїза Мішель» (1940).
- «Хван Чер стоїть на варті» (1952).
- «Рік життя» (1957).
- «Світло далекої зорі» (1963, екранізована).

### Публіцистика
- «Анрі Барбюс: літературний портрет» (1940).
- «Мартін Андерсен-Нексе» (1940).
- «Кого фашисти зпалюють (сторінки з життя Генріхі Гейне)»(1941).
- «Література, політика, життя» (1982).

### Драматургія
- «Дорогами життя».
- «Час тревог» (1965).
- «Наречена» (1966).

### Кіносценарії
- «Радянське Примор'є» (документальний, 1953).
- « У відповідь на Ваш лист» (документальний, 1963).
- «Я його наречена» (1969).
- «Блокада» (1974, 1977).

## Нагороди і почесні звання
Указом Президії Верховної Ради СРСР від 24 серпня 1973 року за видатні заслуги у розвитку радянської літератури, плідну громадську діяльність Чаковський Олександр Борисович удостоєний звання Героя Соціалістичної Праці з врученням ордена Леніна та медалі «Серп і Молот».
Також нагороджений трьома орденами Леніна, орденами Жовтневої Революції, Трудового Червоного Прапора, Вітчизняної війни 1-го ступеня (06.04.1985), Червоної Зірки (15.02.1944), медалями.

### Премії
- Сталінська премія 3-го ступеня (1950) — за роман «У нас вже ранок».
- Ленінська премія (1978) — за роман «Блокада».
- Державна премія РРФСР імені братів Васильєвих (1980) — за сценарій до фільму «Блокада».
- Державна премія СРСР (1983) — за роман «Перемога».